# Neu-Westend
Neu-Westend är en tunnelbanestation i västra Berlin (stadsdelen Westend) som öppnades 1922. Den ritades av den svenske arkitekten Alfred Grenander. Stationen byggdes i ett första skede 1908–1913 men invigningen dröjde fram till 1922 då det inte bodde tillräckligt med invånare i området till en början. Då stadens ekonomi var ansträngd fick den en enkel utformning med grönmålade väggar. Ingångarna kommer ursprungligen från tunnelbanan i Schöneberg och togs fram 1910. Inför OS i Berlin 1936 byggdes en andra ingång. 
1986 renoverades stationen och väggarna kläddes med gröna klinkers. Den ena utgången fick behålla sitt ursprungliga utseende.